# Скарборо (Тринидад и Тобаго)
Скарборо (енгл. Scarborough) административно је средиште и највећи град острва Тобаго и четврти по величини град Тринидада и Тобага. У самом граду живи 25.530 становника (према подацима из 2011. године), а у ширем подручју око града 41.933 становника. Изнад града се налази тврђава краља Џорџа из 18. века која је данас претворена у историјски и археолошки музеј.

## Инфраструктура
Скарборо је повезан трајектном линијом са главним градом Порт ов Спејном. Дубокоморска лука је изграђена 1991. године док се за авионски саобраћај користи међународни аеродром "Артур Наполеон Рејмонд Робинсон" који се налази у Краун Поинту 13 километара југозападно од града.

## Галерија
- Положај града на мапи Трининада и Тобага
- Панорама града
- Главна улица
- Раскрсница на главној улици
- Ресторан
- Продавница одеће